# Phonognatha melania
Phonognatha melania is een spinnensoort uit de familie van de Phonognathidae.
De wetenschappelijke naam van de soort werd in 1871 als Epeira melania gepubliceerd door Ludwig Carl Christian Koch.